# Helmut Weiss
Helmut Weiss, all'anagrafe Helmut Ludwig Johann-Georg Weiss (Gottinga, 25 gennaio 1907 – Berlino, 13 gennaio 1969), è stato un attore, regista e sceneggiatore tedesco.

## Biografia
Figlio di un teologo, Helmut Weiss iniziò a recitare in teatro nel 1927 presso lo Staatstheater di Berlino, passando al cinema nel 1935. Dopo aver recitato per registi quali Carl Boese, Karl Ritter e Carl Froelich, acquisì una certa esperienza come assistente di Kurt Hoffmann nei primi anni quaranta e fece il suo debutto alla regia nel 1944 con il remake della commedia Die Feuerzangenbowle, interpretata da Heinz Rühmann.
Primo regista tedesco ad essere autorizzato a realizzare film dopo la seconda guerra mondiale, nella sua carriera Weiss si è cimentato con la commedia (Geheimnis einer Ehe, presentato nel 1951 alla 1ª edizione del Festival di Berlino), il dramma (Schloß Hubertus, 1954), i film romantici (Das Schweigen im Walde, 1955) e la farsa (Drei Mann in einem Boot, 1961).

## Filmografia

### Regista
- Die Feuerzangenbowle (1944)
- Sag' die Wahrheit (1946)
- Quax in Afrika (1947)
- Herzkönig (1947)
- Träum' nicht, Annette, co-regia (non accreditato) con Eberhard Klagemann (1949)
- Das Geheimnis der roten Katze (1949)
- Helmut Weiss (1949)
- Kein Engel ist so rein
- Die gestörte Hochzeitsnacht (1950)
- Die Tat des Anderen (1951)
- Geheimnis einer Ehe (1951)
- Mein Freund, der Dieb (1951)
- Einmal am Rhein (1952)
- Liebe und Trompetenblasen (1954)
- Schloß Hubertus (1954)
- Das Schweigen im Walde (1955)
- Der erste Frühlingstag (1956)
- Küß mich noch einmal (1956)
- Verlobung am Wolfgangsee (1956)
- Die liebe Familie (1957)
- Lemkes sel. Witwe (1957)
- Ein Amerikaner in Salzburg (1958)
- Man ist nur zweimal jung (1958)
- Rendezvous in Wien (1959)
- Mein ganzes Herz ist voll Musik (1959)
- Alle Tage ist kein Sonntag (1959)
- Mal drunter - mal drüber (1960)
- Vertauschtes Leben (1961)
- Drei Mann in einem Boot (1961)
- Auf Wiedersehen am blauen Meer (1962)
- La casa delle demi-vierges (Donnerwetter! Donnerwetter! Bonifatius Kiesewetter) (1969)

### Sceneggiatore
- Sophienlund, regia di Heinz Rühmann - soggetto (1943)
- Ti affido mia moglie (Ich vertraue Dir meine Frau an), regia di Kurt Hoffmann  - non accreditato(1943)
- Der Engel mit dem Saitenspiel, regia di Heinz Rühmann (1944)
- Herzkönig, regia di Helmut Weiss - soggetto (1947)
- Das Geheimnis der roten Katze, regia di Helmut Weiss (1949)
- Hallo, Fräulein!, regia di Rudolf Jugert (1949)
- Tromba, regia di Helmut Weiss (1949)
- Geliebter Lügner, regia di Hans Schweikart (1950)
- Kein Engel ist so rein
- Geheimnis einer Ehe, regia di Helmut Weiss (1951)
- Mein Freund, der Dieb, regia di Helmut Weiss (1951)
- Straßenserenade, regia di Werner Jacobs (1953)
- Das Schweigen im Walde, regia di Helmut Weiss (1955)
- Der erste Frühlingstag, regia di Helmut Weiss (1956)
- Küß mich noch einmal, regia di Helmut Weiss (1956)
- Santa Lucia, regia di Werner Jacobs (1956)
- Verlobung am Wolfgangsee, regia di Helmut Weiss (1956)
- Die liebe Familie, regia di Helmut Weiss (1957)
- Ein Amerikaner in Salzburg, regia di Helmut Weiss (1958)
- I forzati del piacere, regia di Harald Reinl (1959)
- Mal drunter - mal drüber, regia di Helmut Weiss (1960)
- Vertauschtes Leben, regia di Helmut Weiss (1961)

### Attore
- Krach im Hinterhaus, regia di Veit Harlan (1935)
- Die lustigen Weiber, regia di Carl Hoffmann (1936)
- Familienparade, regia di Fritz Wendhausen (1936)
- Flitterwochen, regia di  Karel Lamac (1936)
- Skandal um die Fledermaus, regia di Herbert Selpin (1936)
- Boccaccio, regia di Herbert Maisch (1936)
- Primo incontro (Diener lassen bitten), regia di Hans H. Zerlett (1936)
- Männer vor der Ehe, regia di Carl Boese (1936)
- Dahinten in der Heide, regia di Carl Boese (1936)
- Nanon, regia di Herbert Maisch (1938)
- Un matrimonio movimentato (Der Florentiner Hut), regia di Wolfgang Liebeneiner (1939)
- La via della felicità (Umwege zum Glück), regia di Fritz Peter Buch (1939)
- La signorina (Fräulein), regia di Erich Waschneck (1939)
- Kitty la manicure (Kitty und die Weltkonferenz), regia di Helmut Käutner (1939)
- Modell Lu, der Lebensweg eines Hutes, regia di Arthur Maria Rabenalt (1939)
- Vivi con il tuo amore (Lauter Liebe), regia di Heinz Rühmann (1940)
- Il sogno di carnevale (Bal paré), regia di Karl Ritter (1940)
- Kleider machen Leute, regia di Helmut Käutner (1940)
- Das Mädchen von Fanö, regia di Hans Schweikart (1941)
- Der Gasmann, regia di Carl Froelich (1941)
- Musica leggera (Leichte Muse), regia di Arthur Maria Rabenalt (1941)
- Quax, der Bruchpilot, regia di Kurt Hoffmann (1941)
- Crepuscolo di gloria (Rembrandt), regia di Hans Steinhoff (1942)
- Ein schöner Tag, regia di Philipp Lothar Mayring (1944)
- Sag' die Wahrheit, regia di Helmut Weiss (1946)
- Liebe und Trompetenblasen, regia di Helmut Weiss (1954)
- Oasi (Oasis), regia di Yves Allégret (1955)
- Mein ganzes Herz ist voll Musik, regia di Helmut Weiss (1959)
- Mal drunter - mal drüber, regia di Helmut Weiss (1960)
- Auf Wiedersehen am blauen Meer, regia di Helmut Weiss (1962)
- La cugina Fanny (Fanny Hill), regia di Russ Meyer (1964)
- Der Fall X701, regia di Bernard Knowles (1964)

## Televisione

### Regista
- Sophienlund (1963) - Film tv
- Im Tingeltangel tut sich was (1964) - Film tv
- Alle machen Musik (1965) - Serie tv
- Die Chefin (1966) - Film tv
- Rhein-Melodie - Wein, Gesang und gute Laune (1966) - Film tv
- Unser Pauker (1966) - Serie tv
- Katzenzungen (1969) - Film tv
- Die Lokomotive (1969) - Film tv

### Sceneggiatore
- Liebe im September, regia di William Dieterle e Arthur Maria Rabenalt (1962) - Film tv
- Sophienlund, regia di Helmut Weiss (1963) - Film tv
- Frühling mit Verspätung, regia di Rolf von Sydow (1964) - Film tv
- Liebe auf den zweiten Blick, regia di Wolfgang Spier e Hans-Georg Thiemt (1964) - Film tv
- Guten Abend, Mrs. Sunshine, regia di Jochen Blume e Heribert Wenk (1966) - Film tv

### Attore
- Wie einst im Mai, regia di Thomas Engel - film tv (1961)
- Berlin-Melodie, regia di Paul Martin - film tv (1963)
- Im Tingeltangel tut sich was, regia di Helmut Weiss - film tv (1964)
- Das Kriminalmuseum, registi vari   - Serie tv, 2 episodi (1964, 1969)
- Die Chefin, regia di Helmut Weiss - film tv (1966)
- Gold für Montevasall, regia di Thomas Engel - film tv (1968)